# Manzai

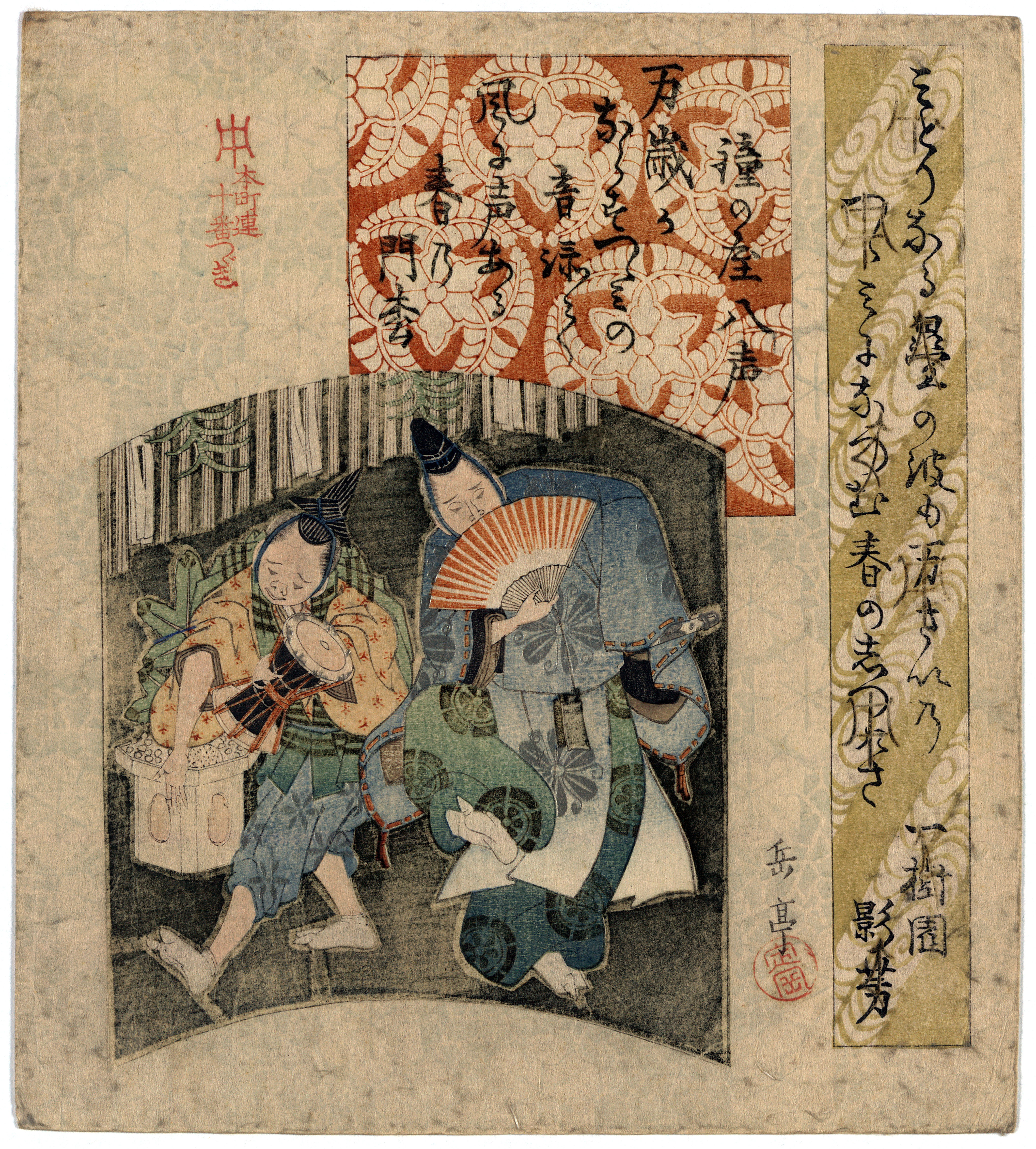
Manzai-Duo (shikishiban surimono von Yashima Gakutei, um 1820)

Manzai (jap. 漫才) ist eine japanische Entsprechung der Stand-up-Comedy, ähnlich der Doppelconférence, die in Kansai (der Region um Osaka, Kyōto und Kōbe) und seinem regionalen Dialekt beheimatet ist. Für gewöhnlich erzählen zwei Komödianten in hohem Tempo Witze und führen auch Sketche auf. Die beiden Partner nehmen sich als Komikerduo gegenseitig „auf den Arm“, wobei die Rollen des etwas verrückteren, Pointen initiierenden Boke und des ernsteren, Widerspruch gebenden Tsukkomi fest verteilt sind.

## Merkmale
Manzai ist eine Spielart des Yose-Theaters, einer Art japanischen Varietés. Die Solo-Variante nennt sich Rakugo. Seine Wurzeln lassen sich bis in die Heian-Zeit (ca. 800–1200 n. Chr.) zurückverfolgen.
Landesweit bekannt sind die Manzai-Theater in Osaka, allen voran das Nanba Grand Kagetsu im Stadtteil Namba, in dem auch Aufführungen des volkstümlichen Komödienensembles Yoshimoto Shinkigeki gezeigt werden. In Tokio kann man Manzai vor allem in verschiedenen Yose-Theatern in Asakusa oder im Lumine-The-Yoshimoto-Theater im Bahnhof Shinjuku sehen.
In Japan erfreut sich Manzai großer Beliebtheit, einige Künstler dieses Genres genießen Kultstatus. Als Klassiker betrachtet wird ein Komödiantenduo aus den 1930er-Jahren, das in westlicher Kleidung auftrat und erstmals eine feste Rollenverteilung ausschließlich durch Dialoge zum Ausdruck brachte. Bis dahin war auch Tanz und Gesang ein wichtiger Bestandteil vieler Manzai-Darbietungen. Auch Takeshi Kitano begann seine Schauspielerkarriere als Boke.
Allwöchentlich strahlt das japanische Fernsehen die Auftritte von um die Zuschauergunst konkurrierenden Nachwuchskünstlern aus. Außerdem gibt es jährlich zahlreiche Manzai-Wettbewerbe, deren bekanntester wohl der „M-1 Grandprix“ sein dürfte, bei dem jährlich mehrere tausend Komiker um den Einzug ins Finale kämpfen. Das Finale wird im Dezember als große Show im Fernsehen ausgestrahlt. Den Gewinnern, die durch eine prominent besetzte Jury bestimmt werden, winkt ein Preisgeld von rund 63.000 Euro.

## Humor
Der Humor des manzai dreht sich oft um Alltagskomik, Wortspiele und Schriftbildwitze – wobei für letztere die ausgeprägte Kenntnis der japanischen Schrift nahezu unabdingbar ist –, kann aber auch politischer Natur sein. Die Komik wird zusätzlich durch den Kontrast zwischen boke und tsukkomi verstärkt. Beim Publikum wird der boke üblicherweise als komischer (= lustiger) als sein Gegenpart empfunden, da er traditionellerweise mehr Pointen liefert. Jedoch gilt es zu beachten, dass der tsukkomi dem boke durch seine Fragen und Erwiderungen oft erst die Möglichkeit gibt, seine Pointen herauszuarbeiten.

## Geschichte
Als Ursprung des manzai werden in der japanischen Forschung zwei Theorien genannt: die erste besagt, dass es eine aus China stammende Zeremonie aus dem 8. Jahrhundert n. Chr. ist, welche im Japanischen als tōka (踏歌) bezeichnet wird, aus der das moderne manzai entstand. Zu diesen feierlichen Ritualen, die an den ersten zwei Tagen eines neuen Jahres stattfanden, gehörten Tanzeinlagen und von mehreren Gruppen im Wechsel vorgetragener Gesang.
Die zweite Erklärung spricht ebenfalls von Veranstaltungen mit ritualhaftem Charakter und Tanz, jedoch werden diese als utagaki(歌垣) / kagai(嬥歌) bezeichnet und sind nicht offen kenntlich chinesischen Ursprungs.
Die von Weingärtner als klassisch bezeichnete Form des manzai war religiös geprägt und wurde von Auftraggebern finanziert, die sich dadurch Glück und Segen versprachen. Charakteristisch für die Aufführungen der damals noch saizō (= boke) und tayū (= tsukkomi) genannten Manzaidarsteller waren Tanz, Gesang sowie der Einsatz von Tsuzumi-Trommeln.
Im 19. Jahrhundert wurde das manzai, das sich in der Edo-Zeit bereits in Richtung Comedy entwickelt hatte, von dem aus Osaka stammenden Tamagoya Entatsu (bürgerlich Nishimoto Tamekichi) revolutioniert. Unter ihm verschwanden die Trommeln und machten Platz für mehr Gestik und die körperliche Maßregelung des saizō. Diese neue und vielkopierte Variation des manzai fand rasch Anklang und große Verbreitung in den Yose-Theatern der Region.
Die nächste maßgebliche Veränderung wurde vom Manzaiduo Hanabishi Achako und Yokoyama Entatsu eingeleitet und vorangetrieben. Sie verbreiteten den westlichen Kleidungsstil im manzai, waren moderater in ihrer Thematik, ließen die musikalische Begleitung entfallen und waren die ersten Manzaikomiker, die wöchentlich im Radio auftraten. Das dem Radioalltag entnommene Standmikrofon wurde bald zur Bühnenrequisite, was die Auftritte wegen der eingeschränkten Mobilität der Künstler weiter veränderte, und auch der Gebrauch der Mimik sowie die Pointen wurden aufgrund des Übertragungsmodus – bei dem die Künstler eben nur gehört und nicht gesehen wurden – reduziert.
Auf den Erfolg im Radio folgte auch bald großer Anklang im neuen Medium des Fernsehens, der in den 80er Jahren schließlich zum sog. Manzai-Boom führte. Auch heute noch erfreuen sich die meist männlichen Darsteller der großen Anerkennung ihres üblicherweise weiblichen Publikums.
Von den regionalen Varianten, also dem manzai der Kansai- bzw. der Kantō-Region, ist die zuerst genannte die beim Publikum beliebtere. Begründet wird dies durch die größere Beliebtheit des Ōsakaben bzw. dessen bessere Eignung für den Dialogstil des manzai sowie das bessere Zusammenspiel der aus Osaka stammenden Künstler.

## Methoden
Im Miteinander von boke und tsukkomi haben sich im Laufe der Zeit bestimmte Reaktionsmöglichkeiten des tsukkomi auf Aussagen des boke etabliert.
Aiba Akio unterscheidet hier zwischen:
1. futsu tsukkomi = zurechtweisende Bemerkung
2. shigusa tsukkomi = gestische/mimische Reaktion
3. nori tsukkomi = eine Zustimmung gefolgt von umso härterer Ablehnung
4. boke tsukkomi = fehlerhafte Zurechtweisung, die selbst eine Pointe inkludieren kann
5. hiki tsukkomi = der tsukkomi spielt vor, das Gespräch ob der Absurdität aufzugeben
6. hitori tsukkomi = ein Künstler weist sich nach entsprechender Aussage selbst zurecht

Neben der festen Rollenverteilung von boke und tsukkomi gibt es noch ein weiteres charakteristisches Element, welches den Ablauf eines manzai bestimmt: der sujifuri (筋ふり) ist dafür verantwortlich, neue Themen ins Gespräch zu bringen und bestimmt somit den Gesprächsverlauf. Auch diese Rolle wird üblicherweise nur von einem der Partner – meist dem tsukkomi – übernommen und beeinflusst die Dynamik des Sketches in nicht unerheblichem Ausmaß.